# Concert (gen muzical)
Concertul, numit și concerto, este o compoziție muzicală, de obicei în trei părți, scrisă pentru unul sau mai multe instrumente solistice, cu acompaniament de orchestră.
Termenul, din limba italiană, a fost folosit prima dată în legătură cu motete, de exemplu de către Viadana (cca 1600), Concerti ecclesiastici.
În epoca barocă, termenul concerto grosso este folosit pentru prima dată pentru compoziții în mai multe părți, pentru ansamblu orchestral cu, de obicei, trei soliști. Maeștri ai acestei forme muzicale au fost Corelli, Händel și Bach.
Ceva mai târziu, s-a dezvoltat concertul pentru instrument solo. Diferența față de concerto grosso este că doar un solist (la început, de obicei o vioară) dialoghează cu orchestra. Vivaldi și Tartini au contribuit în mod esențial la dezvoltarea acestei forme muzicale, dar ea a atins apogeul cu compoziții de J.S. Bach și Händel.

## Gen
Din italiană cuvântul „concert”,care înseamnă acord sau adunare, derivă din verul latin „concertare”, care indică o competiție sau o bătălie.

## Baroc

### Concerto grosso
În concerto grosso sunt confruntate un grup de solisti (numiți in ansamblu concertino) cu orchestra (numită ripieno sau tutti). Compozițiile lui Arcangelo Corelli sunt printre primele scrise in acest gen. Exemplele cele mai bine cunoscute de concerti grossi sunt cele șase Concerte Brandenburgice de Johann Sebastian Bach.

### Concertul pentru un solist
Primele concerte cunoscute pentru un solist și orchestră sunt lucrări de Giuseppe Torelli de la sfârșitul secolului XVII. Antonio Vivaldi este unul din cei mai importanți compozitori cu numeroase concerte pentru vioară, violoncel sau alte instrumente.
In perioada barocului numărul și tipul miscărilor este variabil.

## Clasicism
În perioada clasică concertul capătă, in timp, o formă in trei mișcări in tempo repede-lent-repede. 
- Prima miscare corespunde in linii mari cu forma de sonată, cu părțile caracteristice separate de pasaje muzicale pentru orchestră (numite ritornello).
- A doua miscare poate fi un rondo, o temă cu variațiuni sau o formă de romanță.
- A treia miscare este de obicei un rondo sau un dans.

Wolfgang Amadeus Mozart (23 de concerte pentru pian și cinci pentru vioară) și Ludwig van Beethoven (cinci concerte pentru pian și un concert pentru vioară) sunt considerati cei mai importanți compozitori in acest gen ai perioadei clasice.

## Romantism și secolul XX
In perioada postclasică, concertul a rămas unul din genurile preferate de expresie muzicală urmând, in general, forma concertului clasic.